# Academia Galega da Língua Portuguesa
L'Academia Galega da Língua Portuguesa (en català: Acadèmia Gallega de la Llengua Portuguesa) és una institució científica i cultural de Galícia que atén els criteris històrics pels quals es regeixen les llengües europees.
L'Acadèmia és presidida pel professor Dr. Rudesindo Soutelo i es presenta com una continuació històrica de la idea d'unitat del gallec-portuguès defensada per Ernesto Guerra de Cal, Ricardo Carvalho Calero, Manuel Rodrigues Lapa i Lindley Cintra, qui el 1984 va incloure els dialectes gallecs com a part dels dialectes del portuguès europeu, en la Gramàtica que va editar juntament amb Celso Ferreira da Cunha. Va ser creada seguint la tradició de les acadèmies però, com una iniciativa de la societat civil, independent dels organismes polítics gallecs. L'Academia Galega da Língua Portuguesa es defineix com una 'institució científica i cultural al servei del poble gallec' que pretén 'promoure l'estudi de la llengua de Galícia perquè el procés de la seva normalització i naturalització sigui congruent amb els usos que s'apliquen a la totalitat de la Lusofonia'.

## Història
La idea de creació d'una acadèmia de caràcter lusòfon en Galícia va ser del professor Ricardo Carvalho Calero, però la proposta va ser defensada pel professor Montero Santalha en un article publicat en 1994 en la revista Temas do Ensino sota el títol A Lusofonia e a Língua Portuguesa da Galiza: Dificuldades do presente e tarefas para o futuro i, més recentment, en una intervenció en Bragança, en octubre de 2006, durant la celebració del V Col·loqui Anual de la Lusofonia titulada Um novo projecto: a Academia Galega da língua Portuguesa.
Amb l'ordre de fer efectiva aquesta proposta neix l'1 de desembre de 2007 l'Associação Pró-Academia Galega da Língua Portuguesa en Compostel·la, integrada per diverses persones de diferents àmbits de defensa de la llengua i amb el suport d'organitzacions lusòfones com l'Associação de Amizade Galiza-Portugal, l'Associação Galega da Língua, l'Associação Sócio-Pedagógica Galego-Portuguesa i el Movimento Defesa da Língua.
El 7 d'abril de 2008 la Pró-Academia va participar en l'Assemblea de la República de Portugal en la Conferència Internacional/Audiència Parlamentària sobre l'acord ortogràfic de l'idioma portuguès per mitjà del seu president d'AGAL, Alexandre Banhos. Aquestes intervencions van tindre una gran repercussió en els mitjans de comunicació. Finalment, va ser constituïda el 20 de setembre de 2008 realitzant la seva sessió inaugural el 6 d'octubre de 2008.